# Estadio Hermides Padilla
El Estadio Hermides Padilla se encuentra ubicado en el municipio de Ocaña (Colombia), Cuento con un aforo aproximado de 7000 a 8000 personas, al igual que con modernas y amplias cabinas de comunicaciones, Años anteriores sirvió como sede de Equipos de la región que participaron de la categoría primera C de la Difutbol, como Termotasajero, Corpo U, Corpocaña, Ocaña-Ábrego FC, y, ha sido sede de algunos partidos de Copa Postobón del Cúcuta Deportivo, al igual de principal sede deportiva de eventos realizados en la Provincia de Ocaña. Cabe recordar que es sede de grandes eventos culturales, como lo son los conciertos de los Carnavales de Ocaña en los días de 3,4,5,6 de enero de cada año.